# جون إتش هوفر
جون إتش هوفر (بالإنجليزية: John H. Hoover)‏ هو ضابط أمريكي، ولد في 15 مايو 1887 في سيفيل في الولايات المتحدة، وتوفي في 2 ديسمبر 1970 في واشنطن العاصمة في الولايات المتحدة.